# نيل 'ن' نيككي
نيل 'ن' نيككي (بالإنجليزية: Neal 'N' Nikki)‏ هو فيلم بوليوودي صدر في ديسمبر عام 2005 من بطولة عدي شوبرا وتانيشا موكرجي، إلى جانب الظهور الخاص لأبهيشيك باتشان وريشا بالود. تم إنتاجه من قبل ياش شوبرا وأخرجه المخرج أرجون شابوك. وقد عرف الفيلم انتقادات بالغة في محتواه ولم ينجح في شباك التذاكر في الهند. وقد خلق ضجة بسبب المشاهد الجريئة التي احتوته كل مدة الفيلم خصوصا الألبسة التي ظهرت بها تانيشا التي لعبت دور نيككي باكشي والذي لم تعرف مثله بوليوود خلال تلك الفترة.

## الدور الأصلي
لقد كان من المقرر أن تلعب الممثلة عائشة تاكيا دور نيككي في الفيلم، إلا أنها رفضت بسبب المشاهد الجريئة.

## وصلات خارجية
- نيل 'ن' نيككي على موقع IMDb (الإنجليزية)
- نيل 'ن' نيككي على موقع ميتاكريتيك (الإنجليزية)
- نيل 'ن' نيككي على موقع Turner Classic Movies (الإنجليزية)
- نيل 'ن' نيككي على موقع أول موفي (الإنجليزية)
- نيل 'ن' نيككي على موقع بوكس أوفيس موجو (الإنجليزية)
- نيل 'ن' نيككي على موقع قاعدة بيانات الفيلم (الإنجليزية)
- نيل 'ن' نيككي على موقع ليتربوكسد (الإنجليزية)
- نيل 'ن' نيككي على موقع كينوبويسك (الروسية)
- نيل 'ن' نيككي في قاعدة بيانات الأفلام على الإنترنت
- الموقع الرسمي